# Bo Persson
Bo Persson é um sonoplasta. Como reconhecimento, foi nomeado ao Oscar 2012 na categoria de Melhhor Mixagem de Som por The Girl with the Dragon Tattoo.